# Pinaxister peninsularis
Pinaxister peninsularis är en skalbaggsart som först beskrevs av Mann 1924.  Pinaxister peninsularis ingår i släktet Pinaxister och familjen stumpbaggar. Inga underarter finns listade i Catalogue of Life.